# The Carpenters

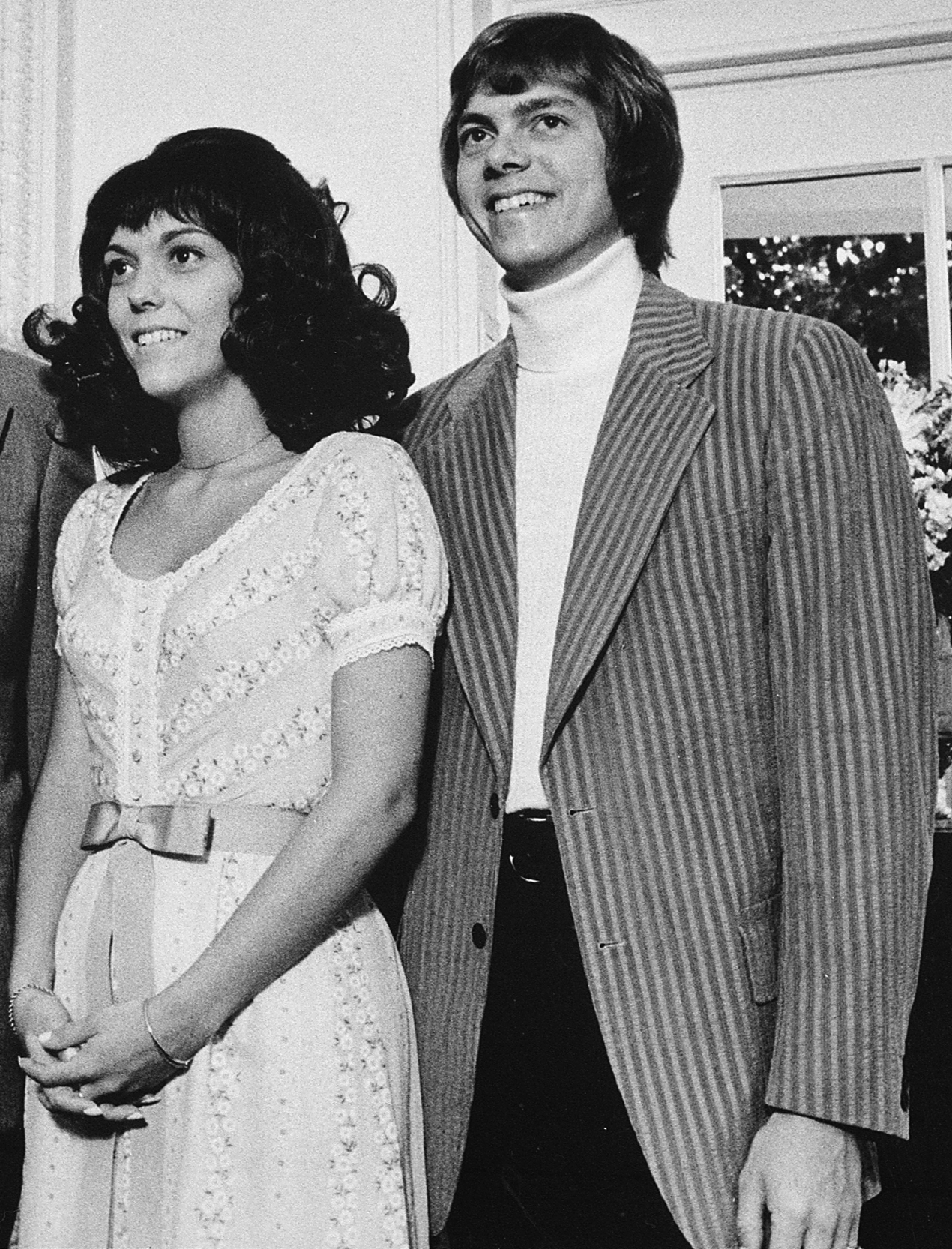
The Carpenters

De Carpenters (officieel zonder lidwoord) waren een Amerikaans muziek- en zangduo in de jaren zeventig van de twintigste eeuw. Het duo bestond uit broer en zus Richard (New Haven (Connecticut), 15 oktober 1946) en Karen Carpenter (New Haven, 2 maart 1950 - Downey (Californië), 4 februari 1983). Ze hadden talloze hits zowel in de VS als in Europa met hun melodieuze popliedjes.

## Jeugd
In 1963 verhuisde het gezin naar Downey, een voorstad van Los Angeles. Richard was al vroeg geïnteresseerd in muziek en begon al op jonge leeftijd piano te spelen. De verhuizing van Connecticut naar Californië was dan ook deels om hem de gelegenheid te geven zijn muzikale carrière te ontwikkelen. Karen vond dit verhuizen minder leuk, omdat ze haar vrienden moest missen en ze Kerst moesten vieren met 30 graden. Karen toonde aanvankelijk weinig interesse in muziek; die interesse openbaarde zich pas op de middelbare school toen ze deel ging uitmaken van de schoolband en leerde drummen. Rond die tijd bleek ook dat ze een goede zangstem had.

## Vroege carrière
Midden jaren zestig probeerden broer en zus Carpenter carrière te maken in de muziek, maar het lukte hen niet om een platenmaatschappij te vinden die met hen in zee wilde. In mei 1966 leek er schot in de zaak te komen toen Karen met Richard meeging die auditie moest doen bij bassist Joe Osborn. Karen werd gevraagd een stukje mee te zingen en kreeg direct een contract aangeboden als solozangeres. Ze bracht twee singles uit, I'll be yours en Looking for love, maar de platenmaatschappij ging failliet, dus de veelbelovende start liep op niets uit. In deze periode vormden Karen en Richard samen met de bevriende bassist Wes Jacobs het trio "The Richard Carpenter Trio", een instrumentale jazzband. Ze wonnen in 1966 de talentenjacht "Battle of the Bands" en werden gespot door het platenlabel RCA. Deze platenmaatschappij besloot uiteindelijk echter hun platen toch niet uit te brengen, en omdat er aan het commerciële potentieel van het trio werd getwijfeld, werd het contract al snel beëindigd. Karen en Richard vormden daarna met vier studenten van de California State University de band Spectrum en speelden al snel voor volle zalen in de regio. Een platencontract zat er niet in voor deze band, maar Karen en Richard deden veel ervaring op en hielden er een tekstschrijver aan over (John Bettis).
Nadat de band Spectrum uiteengegaan was, besloten broer en zus Carpenter als duo verder te gaan: Karen op drums, Richard op toetsen, en beiden als zangers. Ze stuurden demo's op naar diverse platenmaatschappijen en trokken zo de aandacht van Jack Daugherty van A&M Records. Ze tekenden een contract in 1969. Hun eerste album, Offering, bevatte veel materiaal dat Richard had geschreven in de Spectrum-periode. Het opvallendste nummer op het album was echter een cover van het Beatles-nummer Ticket to Ride. Dit werd een kleine hit voor de Carpenters. De lp werd opnieuw uitgebracht onder de naam Ticket to Ride, en verkocht redelijk. De platenmaatschappij regelde een optreden voor het duo tijdens de premières van de films Goodbye Mr. Chips en Hello Dolly in december 1969.

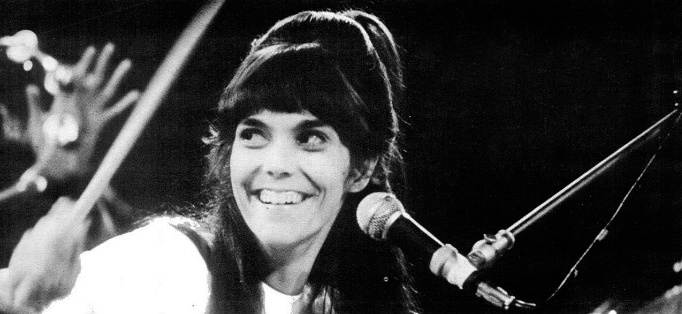
Karen Carpenter in 1971

## Doorbraak
Richard en Karen braken echt door in 1970, met hun vertolking van Burt Bacharachs nummer (They Long to Be) Close to You. Deze single stond vier weken op de eerste plaats in de Amerikaanse hitparades. Hun daaropvolgende single We've Only Just Begun behaalde de tweede positie, en werd dus de tweede grote hit voor het duo. Beide nummers stonden ook op het album Close To You, dat een bestseller werd. De Carpenters sloten het jaar af met een kerstsingle, Merry Christmas Darling. Dit nummer werd gedurende de jaren erna regelmatig rond Kerst uitgebracht. Een reeks van hits volgde in de jaren zeventig, waaronder Sing, Yesterday Once More en Top Of The World. Een album met "greatest hits" volgde, The Singles 1969-1973. Deze lp stond lang op de eerste plaats in zowel de VS als in Groot-Brittannië. Het werd een van de best verkochte lp's van het decennium, waarvan er alleen al in de VS meer dan zeven miljoen werden verkocht.
Om hun albums te promoten traden de Carpenters zeer veel op, zowel tijdens tournees als tijdens televisieshows. In 1973 werden ze uitgenodigd door de Amerikaanse president Richard Nixon om in het Witte Huis te spelen, waar op dat moment de West-Duitse bondskanselier Willy Brandt te gast was.
Het intensieve toerschema leidde ertoe dat het duo in 1973-1974 geen tijd had om nieuw materiaal op te nemen. In plaats daarvan kozen ze ervoor om een nummer van hun album Song For You opnieuw uit te brengen (I Won't Last a Day Without You). Dit nummer behaalde de elfde plaats in de Amerikaanse hitparades. In hetzelfde jaar (1974) brachten de Carpenters een cover uit van Hank Williams' hit Jambalaya (On the Bayou), in een up-tempoversie. Dit werd in de VS niet als single uitgebracht, maar werd in Europa en in Japan een van hun grootste hits. Hun versie van het Marvellettes-nummer Please Mr. Postman werd in 1975 de laatste nummer-een-hit van het duo. Eropvolgende singles als Only Yesterday en Solitaire (geschreven door Neil Sedaka) haalden nog wel de Amerikaans/Engelse hitparades maar werden geen grote hits. De lp's die in de periode hierna werden uitgebracht lieten hetzelfde verkooppatroon zien: ze verkochten nog wel, maar de echte "verkooprecords" bleven uit. De disco-age was ingezet in de VS, en easy listening was uit de mode.
Hoewel de echt grote hits verder uitbleven, bleef het duo zeer geliefd bij het publiek. In 1978 scoorden ze nog een kleine hit met het country-achtige nummer Sweet, Sweet Smile. Ze brachten in datzelfde jaar in Europa opnieuw een album met "greatest hits" uit, met singles uit de jaren 1974-1978. In de VS brachten ze gelijktijdig een kerstplaat uit, A Christmas Portrait. Dit bleek een uitzondering op hun neergaande populariteit te zijn en werd een seizoenstopper. Ze bleven hun televisieshows doen in de VS en scoorden daarmee steeds nog goede kijkcijfers.
In 1980 scoorden de Carpenters voor de laatste keer in de Amerikaans/Engelse hitparade met het nummer Touch me when we're dancing afkomstig van wat later zou blijken hun laatste studio-lp Made in America.
Medio jaren zeventig begon het intensieve optreden en het gebrek aan vrije tijd hun tol te eisen. Karen ontwikkelde een obsessie voor haar gewicht en leed aan anorexia nervosa. Dit kwam in 1975 aan het licht toen er optredens afgezegd moesten worden vanwege oververmoeidheidsverschijnselen van de zangeres, nadat ze bij een optreden in Las Vegas was flauwgevallen tijdens het zingen van Top Of The World. Op zijn beurt was Richard verslaafd geraakt aan methaqualon, een barbituraat. Deze gebeurtenissen leidden tot het einde van de liveoptredens van het duo in 1978.

## Begin jarentachtig
Richard liet zich in 1979 opnemen in een kliniek in Topeka om van zijn verslaving af te komen. Karen besloot om solo verder te gaan, en ging in zee met producer Phil Ramone. Haar lp met meer disco-georiënteerd materiaal werd echter door de platenmaatschappij tegengehouden en bleef op de plank liggen tot 1996. Uiteindelijk kwam het duo weer samen toen Richard eenmaal van zijn verslaving was genezen. Hun lp Made In America werd in 1981 uitgebracht en de single Touch Me When We're Dancing behaalde de top twintig in de VS.
De persoonlijke problemen van het duo belemmerden de mogelijkheden echter. De gevolgen van Karens anorexia nervosa werden steeds duidelijker merkbaar. Na een korte, hevige romance trouwde Karen met Thomas J. Burris, in augustus 1980. Dit huwelijk liep echter uit op een ramp en het stel vroeg in november 1981 al een scheiding aan. In 1982 besloot Karen in therapie te gaan om van haar eetstoornis af te komen. Het gerucht ging dat Karen braakmiddelen gebruikte, hetgeen haar hart zwaar belastte en beschadigde. Karen, die een volkomen normale schildklier had, nam ook nog eens tienmaal de toegestane dosering van een schildkliermedicijn in om haar stofwisseling te versnellen. Dit in combinatie met de enorme hoeveelheden laxeermiddelen die ze nam, verzwakte haar hart sterk.

## Karens plotse dood
Nadat Karen in therapie was gegaan, kwam ze in één week tijd vijf kilo aan. Deze plotselinge gewichtstoename bleek echter een zware belasting voor haar hart te zijn, dat al erg verzwakt was door de vele diëten die ze volgde. Op 4 februari 1983, op 32-jarige leeftijd, kreeg Karen een hartstilstand in het huis van haar ouders. Ze werd met spoed naar het ziekenhuis gebracht, maar daar kon nog slechts de dood worden vastgesteld.
Op 12 oktober van datzelfde jaar kregen de Carpenters een ster op de Walk of Fame in Hollywood.
De dood van Karen Carpenter zorgde ervoor dat er veel aandacht kwam voor eetstoornissen zoals anorexia nervosa en boulimie. Karens dood zorgde er ook voor dat beroemdheden voor eventuele eetstoornissen durfden uit te komen. Ziekenhuizen en therapeuten kregen steeds meer aanmeldingen van patiënten die zich wilden en durfden te laten behandelen. Voor de meeste mensen was het voor de dood van Karen Carpenter volledig onbekend dat er eetstoornissen bestonden, hetgeen het moeilijk maakte een diagnose te stellen en te behandelen.

## Discografie

### Albums
| Album met eventuele hitnotering(en) in de Nederlandse Album Top 100 | Datum van verschijnen | Datum van binnenkomst | Hoogste positie | Aantal weken | Opmerkingen                     |
| ------------------------------------------------------------------- | --------------------- | --------------------- | --------------- | ------------ | ------------------------------- |
| Ticket to ride                                                      | 1969                  | -                     |                 |              | eerder uitgebracht als Offering |
| Close to you                                                        | 1970                  | -                     |                 |              |                                 |
| Carpenters                                                          | 1971                  | -                     |                 |              |                                 |
| A song for you                                                      | 1972                  | -                     |                 |              |                                 |
| Now and then                                                        | 1973                  | 4 augustus 1973       | 2               | 24           |                                 |
| Live in Japan                                                       | 1974                  | -                     |                 |              | Livealbum                       |
| Carpenters Live at Budokan                                          | 1974                  | -                     |                 |              | Livealbum                       |
| The singles: 1969-1973                                              | 1973                  | 2 maart 1974          | 2               | 14           | Verzamelalbum                   |
| Horizon                                                             | 1975                  | 14 juni 1975          | 21              | 9            |                                 |
| A kind of hush                                                      | 1976                  | -                     |                 |              |                                 |
| Live at the Palladium                                               | 1976                  | -                     |                 |              | Livealbum                       |
| Passage                                                             | 1977                  | -                     |                 |              |                                 |
| The singles: 1974-1978                                              | 1978                  | -                     |                 |              | Verzamelalbum                   |
| Christmas portrait                                                  | 1978                  | -                     |                 |              |                                 |
| Made in America                                                     | 1981                  | -                     |                 |              |                                 |
| Beautiful lovesongs                                                 | 1981                  | 28 maart 1981         | 27              | 14           | Verzamelalbum                   |
| Yesterday once more                                                 | 1985                  | -                     |                 |              | Verzamelalbum                   |
| The collection                                                      | 1987                  | 12 december 1987      | 40              | 9            | Verzamelalbum                   |
| From the top                                                        | 1990                  | -                     |                 |              | Verzamelalbum                   |
| Their greatest hits                                                 | 1990                  | 26 mei 1990           | 4               | 62           | Verzamelalbum                   |
| Interpretations                                                     | 1995                  | -                     |                 |              | Verzamelalbum                   |
| Love songs                                                          | 1997                  | -                     |                 |              | Verzamelalbum                   |
| Yesterday once more                                                 | 1998                  | -                     |                 |              | Verzamelalbum                   |
| The singles: 1969–1981                                              | 2000                  | -                     |                 |              | Verzamelalbum                   |
| Yesterday once more - De Nederlandse singles collectie              | 1998                  | 19 mei 2001           | 22              | 13           | Verzamelalbum                   |
| The essential collection: 1965–1997                                 | 2002                  | -                     |                 |              | Verzamelalbum                   |
| Carpenters perform Carpenter                                        | 2003                  | -                     |                 |              | Verzamelalbum                   |
| Gold: 35th anniversary edition                                      | 2004                  | -                     |                 |              | Verzamelalbum                   |
| The ultimate collection                                             | 2009                  | 31 januari 2009       | 17              | 8            | Verzamelalbum                   |
| Collected                                                           | 2013                  | -                     |                 |              | Verzamelalbum                   |

### Singles
| Single met eventuele hitnotering(en) in de Nederlandse Top 40 | Datum van verschijnen | Datum van binnenkomst | Hoogste positie | Aantal weken | Opmerkingen                          |
| ------------------------------------------------------------- | --------------------- | --------------------- | --------------- | ------------ | ------------------------------------ |
| Ticket to ride                                                | 1969                  | -                     |                 |              |                                      |
| (They long to be) Close to you                                | 1970                  | 26 september 1970     | 33              | 2            | #30 in de Hilversum 3 Top 30         |
| We've only just begun                                         | 1970                  | -                     |                 |              |                                      |
| Merry Christmas darling                                       | 1970                  | -                     |                 |              |                                      |
| For all we know                                               | 1971                  | -                     |                 |              |                                      |
| Rainy days and mondays                                        | 1971                  | -                     |                 |              |                                      |
| Superstar                                                     | 1971                  | 9 oktober 1971        | 21              | 6            | #19 in de Daverende 30 / Alarmschijf |
| Hurting each other                                            | 1971                  | -                     |                 |              |                                      |
| It's going to take some time                                  | 1972                  | 8 juli 1972           | tip14           | -            |                                      |
| Goodbye to love                                               | 1972                  | -                     |                 |              |                                      |
| Sing                                                          | 1973                  | -                     |                 |              |                                      |
| Yesterday once more                                           | 1973                  | 14 juli 1973          | 7               | 10           | #5 in de Daverende 30 / Alarmschijf  |
| Top of the world                                              | 1973                  | 27 oktober 1973       | 14              | 5            | #12 in de Daverende 30 / Alarmschijf |
| Jambalaya (On the Bayou)                                      | 1974                  | 9 februari 1974       | 3               | 11           | #3 in de Daverende 30                |
| I won't last a day without you                                | 1974                  | 27 april 1974         | tip10           | -            |                                      |
| Santa Claus is coming to town                                 | 1974                  | -                     |                 |              |                                      |
| Please Mr. Postman                                            | 1974                  | 4 januari 1975        | 33              | 4            | #29 in de Nationale Hitparade        |
| Only yesterday                                                | 1975                  | 19 april 1975         | tip14           | -            |                                      |
| Solitaire                                                     | 1975                  | -                     |                 |              |                                      |
| There's a kind of hush (All over the world)                   | 1976                  | -                     |                 |              |                                      |
| I need to be in love                                          | 1976                  | -                     |                 |              |                                      |
| Goofus                                                        | 1976                  | -                     |                 |              |                                      |
| All you get from love is a love song                          | 1977                  | -                     |                 |              |                                      |
| Calling occupants of interplanetary craft                     | 1977                  | -                     |                 |              |                                      |
| Christmas song                                                | 1977                  | -                     |                 |              |                                      |
| Sweet sweet smile                                             | 1978                  | 29 april 1978         | tip7            | -            | #22 in de Nationale Hitparade        |
| I believe you                                                 | 1978                  | -                     |                 |              |                                      |
| Touch me when we're dancing                                   | 1981                  | -                     |                 |              |                                      |
| (Want you) Back in my life again                              | 1981                  | -                     |                 |              |                                      |
| Those good old dreams                                         | 1981                  | -                     |                 |              |                                      |
| Beechwood 4-5789                                              | 1982                  | -                     |                 |              |                                      |
| Make believe it's your first time                             | 1983                  | -                     |                 |              |                                      |
| Your baby doesn't love you anymore                            | 1984                  | -                     |                 |              |                                      |
| Little altar boy                                              | 1984                  | -                     |                 |              |                                      |
| Honolulu City lights                                          | 1986                  | -                     |                 |              |                                      |
| Let me be the one                                             | 1991                  | -                     |                 |              | promo cd                             |

### NPO Radio 2 Top 2000
| Nummers met noteringen in de NPO Radio 2 Top 2000 | '99  | '00  | '01  | '02  | '03  | '04  | '05  | '06  | '07  | '08  | '09  | '10  | '11  | '12  | '13  | '14  | '15  | '16  | '17  | '18  | '19  | '20  | '21  | '22  | '23  | '24  |
| ------------------------------------------------- | ---- | ---- | ---- | ---- | ---- | ---- | ---- | ---- | ---- | ---- | ---- | ---- | ---- | ---- | ---- | ---- | ---- | ---- | ---- | ---- | ---- | ---- | ---- | ---- | ---- | ---- |
| I Won't Last a Day Without You                    | 1569 | -    | -    | -    | -    | -    | -    | -    | -    | -    | -    | -    | -    | -    | -    | -    | -    | -    | -    | -    | -    | -    | -    | -    | -    | -    |
| Jambalaya (On the Bayou)                          | -    | 1272 | 1454 | 1397 | 1642 | 1654 | 1520 | 1597 | 1569 | 1567 | 1835 | 1711 | -    | -    | -    | -    | -    | -    | -    | -    | -    | -    | -    | -    | -    | -    |
| (They Long to Be) Close to You                    | 579  | 565  | 752  | 1024 | 730  | 846  | 1160 | 1205 | 1008 | 978  | 987  | 975  | 1173 | 966  | 1367 | 1338 | 1344 | 1300 | 1559 | 1681 | 1897 | 1806 | 1643 | 1961 | 1915 | 1964 |
| Top of the World                                  | 408  | -    | 567  | 518  | 652  | 496  | 491  | 492  | 517  | 520  | 499  | 456  | 698  | 672  | 805  | 791  | 898  | 720  | 761  | 1093 | 1071 | 1041 | 1079 | 1224 | 1204 | 1217 |
| Yesterday Once More                               | 699  | 809  | 796  | 732  | 998  | 991  | 938  | 924  | 1156 | 960  | 1271 | 888  | 1278 | 1320 | 1665 | 1592 | 1577 | 1493 | 1677 | -    | -    | -    | -    | -    | -    | -    |

1. ↑  Een '-' betekent dat het nummer niet was genoteerd en een vetgedrukt getal geeft de hoogste notering van een nummer aan.